# Jean-Jacques Domoraud
Dakaud Otto Jean-Jacques Domoraud (Man, 1 de março de 1981) é um ex-futebolista marfinense. É irmão de Cyril e Gilles Domoraud, ambos com passagem pela Seleção Marfinense.

## Carreira
JJD, como é conhecido, jogou a maior parte da carreira no futebol da França, onde atuou por Besançon, Sochaux, Lens e Créteil-Lusitanos. Defendeu ainda o Servette (Suíça) e o Gent (Bélgica) por 6 meses. Sem encontrar outro clube para jogar, encerrou a carreira ainda em 2007, com apenas 26 anos.

## Links
- Profile - LFP.fr